# Hegybíró
A hegybíró Magyarországon  a hegyközség választott végrehajtó vezetője a magyar bortermelés köztestületi rendszerében. Hegybíróvá csak a hegyközségekről  szóló 1994. évi CII. törvény által  meghatározott szigorú követelményeknek megfelelő személy választható.
Eszerint a hegybírót a hegyközség tagjainak közgyűlése választja a többi tisztségviselővel együtt. Ő felel a közgyűlés és a választmány határozatainak a végrehajtásáért és a közigazgatási ügyekért és tisztségénél fogva tagja a hegyközség választmányának.
Ő készíti elő a közgyűlés és a választmány üléseit, ő viszi a hegyközség adminisztrációs ügyeit, gyakorolja a munkáltatói jogokat a hegyközség alkalmazottai felett és ő jár el a hegyközség felelősségi körébe tartozó közigazgatási ügyekben.
Harmadik személy, illetve a hatóságok felé azonban nem ő képviseli a hegyközséget, hanem a közgyűlés által választott hegyközségi elnök.
Az egymással határos hegyközségek, amelyekhez külön-külön kevesebb, mint 400 hektár szőlő tartozik, közös körhegybíróságot alakíthatnak, amiről a közgyűlés dönt. Az ilyen körhegybírónak minden hozzá tartozó hegyközség választmányának ülésein részt kell vennie és ott beszámolnia.
Hegybíró csak olyan büntetlen előéletű magyar állampolgár lehet, aki "a szőlészet és borászat területén szakmai felkészültséggel és gyakorlati jártassággal rendelkezik". 1999. január 1. óta pedig még közigazgatási alapvizsgával is rendelkeznie kell (vagy meg kell ígérnie, hogy legkésőbb egy éven belül leteszi – és ezt meg is kell tennie).